# Shiant Islands
Shiant Islands är öar i Storbritannien.   De ligger i kommunen Yttre Hebriderna och riksdelen Skottland, i den nordvästra delen av landet, 800 km nordväst om huvudstaden London.